# Tamareira-do-senegal
A Tamareira-do-senegal (Phoenix reclinata) é uma palmeira do norte da África, Madagascar e Ilhas Comores.

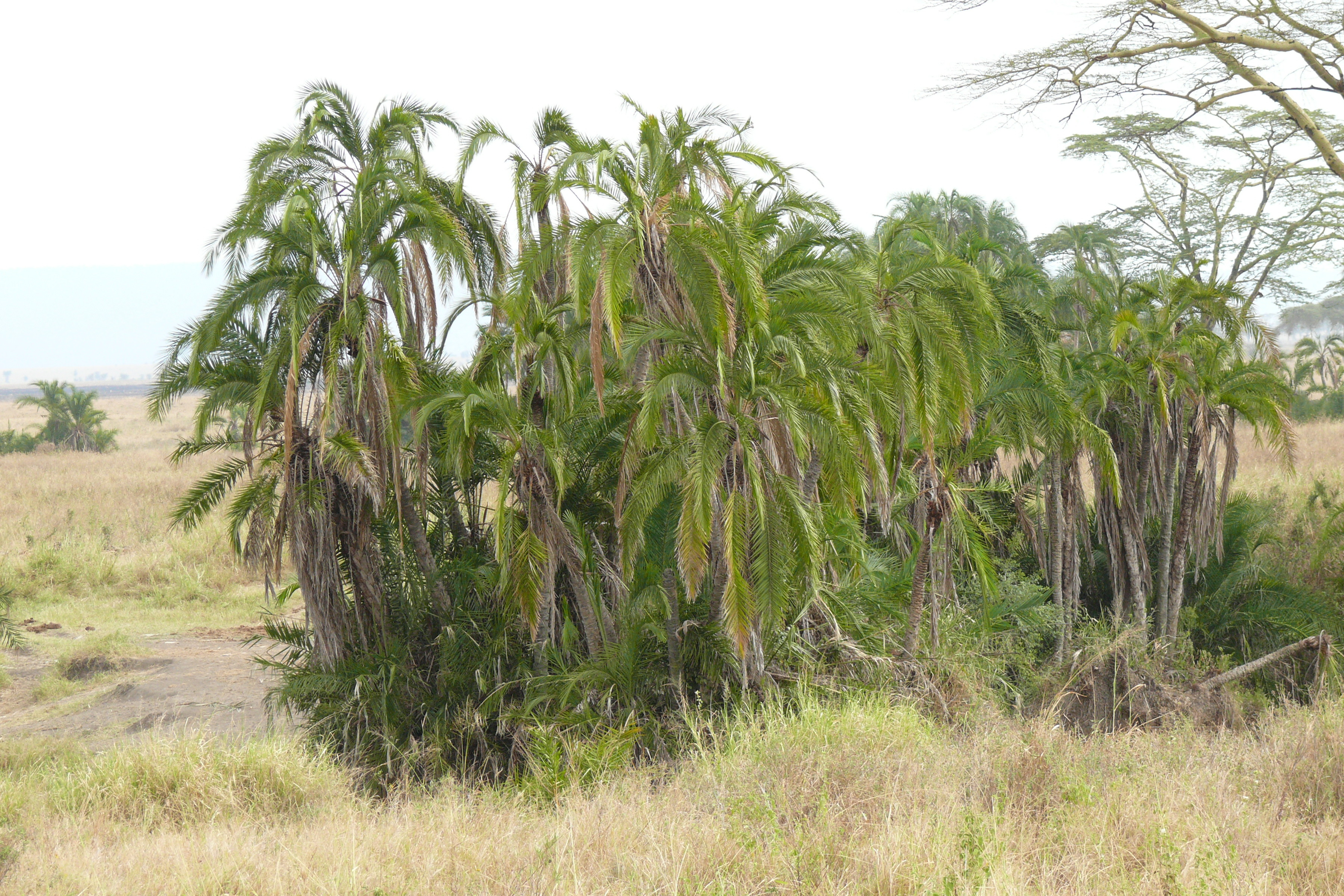

Alcança de 7,6 a 15 metros de altura . 
As folhas apresentam, junto ao caule, espinhos longos, que podem perfurar a pele de quem lida com a planta.
1. ↑  PalmPedia, verbete Phoenix reclinata. Vistado em 09/03/2023